# 王の涙 -イ・サンの決断-
『王の涙 -イ・サンの決断-』（おうのなみだ イ・サンのけつだん、原題：역린（逆鱗）、英題：The Fatal Encounter）は、2014年の韓国映画。4月30日に公開された。1777年に起きた李氏朝鮮第22代君主正祖（イ・サン）暗殺未遂事件という実話に基づく作品。イ・ジェギュ監督。主演はヒョンビン。
主演のヒョンビンが除隊後の銀幕復帰作として選んだ作品であり、なおかつデビュー以来初の時代劇挑戦という点でも話題になり、過去多くの作品で演じられてきた正祖をヒョンビンがどのように演じるのか注目を集めた。

## ストーリー
1777年7月28日、即位から1年を迎えた李氏朝鮮第22代君主正祖（イ・サン）（ヒョンビン）は、常に暗殺の脅威に晒されていた。王は書庫と寝殿を兼ねる尊賢閣で不測の事態に備えてひそかに体を鍛え、そのそばには書庫を管理する尚冊として仕える宦官カプス（チョン・ジェヨン）がいつも控えていた。イ・サンは今は亡き先王への早朝のあいさつに向かい……。暗殺の脅威にさらされる若き王が、自身に放たれた刺客と対峙することで真の王として目覚めるまでの24時間に迫る。

## キャスト
ヒョンビン：李朝第22代王 イ・サン（後の正祖）
祖父によって、父思悼世子を殺された過去を持つ国王。
即位後も、老論派による暗殺の脅威に怯えている。
チョン・ジェヨン：尚冊 カプス
イ・サンを幼い頃から支えてきた側近。
チョ・ジョンソク：刺客 ウルス
クァンによって育てられた刺客。ウォレとは恋仲。
ハン・ジミン：英祖の後妃 貞純王后（チョンスンワンフ）
大妃（テビ）。
老論派の首長で、イ・サンの暗殺を企む。
パク・ソンウン：近衛隊長 ホン・グギョン
イ・サンに仕える近衛隊長。
キム・ソンニョン：母 恵慶宮（ヘギョングン）
息子であるイ・サンを暗殺の脅威から守ろうとする。
チョン・ウンチェ：女官 ウォレ
宮中にある洗濯房の女官。ウルスとは恋仲。
ソン・ヨンチャン：将軍 ク・ソンボク
老論派の官僚。大妃と共に、イ・サンの暗殺を企む。
チョ・ジェヒョン：闇商人 クァン
クァンを刺客に育て上げた闇商人。イ・サンの暗殺を企む。
イ・ドギョン：アン・グクネ

## 日本語吹き替えキャスト
- 桐本琢也：李朝第22代王　イ・サン
- 西凛太朗：尚冊　カプス
- 柳田淳一：刺客　ウルス
- 花村さやか：英祖の後妃　貞純王后
- 影平隆一：近衛隊長　ホン・グギョン
- 八十川真由野：母　恵慶宮
- まつだ志緒理：女官　ウォレ
- こねり翔：将軍　ク・ソンボク
- 山路和弘：闇商人　クァン

## スタッフ
- 監督：イ・ジェギュ
- 脚本：チェ・ソンヒョン
- 製作：イ・ヨンナム
- 撮影：コ・ラクソン
- 美術：チョ・ファソン
- 音楽：モグ
- 照明：チャ・サングン
- 助監督：チャン・ギリョン
- 武術：ヤン・ギリョン、シム・ジェウォン

## 興行成績
- 韓国国内累積観客数：3,849,433名（韓国映画振興協会調べ）[1]
- 集計期間：2014年4月17日ー2018年12月1日

## スケジュール
- 2014/4/2 制作報告会＠ソウル・ロッテシネマ建大入口[2][3]
- 開封時期のインタビューや記者懇談会は2014/4/16に発生したセウォル号沈没事故のため中止となった。[4]

## エピソード
- 除隊後初の撮影となったヒョンビンは、「軍入隊前、最後の撮影がSBSドラマ『シークレット・ガーデン』だった。その後本作で3年ぶりに撮影現場に行った。軍隊の中ですごく演技がしたかったため、実際に撮影現場に戻ると期待と緊張が共存していた」と話した。彼は「とても出演したかった映画で、求めていた瞬間だった。初めての撮影の時気分が本当に良く、また上手にやりたいという思いが大きかった。その感情が表れるかとても心配だった。出来るだけ抑えて、表出しないように努力した」と製作報告会で語った。（2014/4/2 制作報告会[5]）
- teaserで公開された背中の筋肉美については「実際の王さまなら、そんな背中の筋肉は持っていなかったと思いますが、シナリオに“正祖の細かい背筋は完ぺきなもの”という一文を読んで筋トレに励みました。3ヶ月前から始めて、撮影しながらもトレーニングと献立調整を並行しました」と制作報告会で語った。（2014/4/2 制作報告会[6]）
- 映画中、儒教四書の一つ『中庸』第23章の「小事を軽んじず　至誠を尽くせ　小事に至誠を尽くせば　誠となる（작은 일도 무시하지 않고 최선을 다해야 한다. 작은 일에도 최선을 다하면 정성스럽게 된다）」が引用されている。